# Třída Osprey 55
Třída Osprey 55 (v Řecku též třída Armatolos) je třída hlídkových lodí postavených v celkovém počtu sedmi kusů pro řecké námořnictvo, marocké královské námořnictvo a senegalské námořnictvo.

## Stavba
Čtyři jednotky tohoto typu postavila pro Maroko dánská loděnice Danyard A/S ve Frederikshavnu, přičemž jedno další plavidlo bylo postaveno pro Senegal. Dvě jednotky určené pro Řecko postavila tamní loděnice Hellenic Shipyards ve Skaramangasu na základě objednávky z roku 1988. Dle jednoho pramene byla řecká plavidla dokončena v roce 1990, oficiálně však byla přijata do služby až 30. července 1995. Původní záměr na postavení 10 jednotek této třídy pro řecké námořnictvo byl změněn ve prospěch vylepšené třídy HSY-55.
Jednotky třídy Osprey 55:
| Jméno           | Uživatel | Kýl založen       | Spuštění na vodu  | Dokončení         | Status  |
| --------------- | -------- | ----------------- | ----------------- | ----------------- | ------- |
| Fouta           | Senegal  |                   | 1987              | 1. června 1987    | aktivní |
| Armatolos (P18) | Řecko    | 8. května 1989    | 19. prosince 1989 | 9. března 1990    | aktivní |
| Navmachos (P19) | Řecko    | 9. listopadu 1989 | 16. května 1990   | 15. července 1990 | aktivní |
| El Lahiq (308)  | Maroko   |                   | červenec 1987     | listopad 1987     | aktivní |
| El Tawfiq (309) | Maroko   |                   | říjen 1987        | únor 1988         | aktivní |
| El Hamiss (316) | Maroko   |                   | duben 1990        | srpen 1990        | aktivní |
| El Karib (317)  | Maroko   |                   | červenec 1990     | prosinec 1990     | aktivní |

## Konstrukce

### Maroko
Kromě 38 členů posádky mohou ubytovat až 8 dalších osob. Plavidla nesou dva vyhledávací a navigační radary DECCA. Hlavňovou výzbroj tvoří 40mm kanón Bofors a dva 20mm kanóny Oerlikon. Pohonný systém tvoří dva diesely MAN Burmeister & Wain Alpha 12V23/30 DVO o celkovém výkonu 4960 bhp, pohánějící dva lodní šrouby. Nejvyšší rychlost dosahuje 19 uzlů. Dosah je 4500 námořních mil při rychlosti 16 uzlů.

### Řecko
Plavidla nesou systém řízení palby Alenia NA 20, střelecký radar RTN-10X, navigační radar Decca 1226 a přehledový radar Thomson-CSF Triton. Kromě 36 členů posádky mohou přepravovat až 25 vojáků. Jsou vybavena inspekčním člunem RHIB na zádi. Plánovaná výzbroj se postupně měnila. Původně zvažovaný 40mm dvojkanón a čtyři protilodní střely Boeing Harpoon nebyly instalovány. Namísto toho plavidla dostala jeden 40mm kanón na přídi a dva 20mm kanóny. Ještě před zařazením do služby však došlo k nahrazení 40mm kanónu dělovou věží se 76mm kanónem OTO Melara sejmutým z vyřazených torpédoborců. Pohonný systém tvoří dva diesely MTU 12V 1163 TB93 o celkovém výkonu 9870 bhp. Nejvyšší rychlost dosahuje 24,7 uzlu.